# Эрэн-Хото
Эрэн-Хото (кит. упр. 二连浩特, пиньинь Èrliánhàotè, монг. Эрээн хот) — городской уезд аймака Шилин-Гол автономного района Внутренняя Монголия (КНР).

## География
Эрэн-Хото находится в северной части Китая, в пустыне Гоби на китайско-монгольской границе. Площадь городского уезда составляет 450 км².

## История
В 1820 году в этих местах была основана почтовая станция Илинь. В 1899 году здесь прошла телеграфная линия Урга — Чжанцзякоу, и название Эрэн появилось на географических картах.
В январе 1956 года открылось движение по железной дороге Пекин — Улан-Батор — Москва, и в апреле 1956 года был образован посёлок Эрэн (二连镇) в составе хошуна Сунид-Юци аймака Шилин-Гол. В июле 1957 года посёлок был поднят в статусе до хошуна, переименован в Эрэн-Хото и подчинён непосредственно правительству аймака. В январе 1966 года решением Госсовета КНР Эрэн-Хото был поднят в статусе до городского хошуна. В декабре 1969 года решением Революционного комитета Внутренней Монголии Эрэн-Хото был передан в состав аймака Уланчаб, но в мае 1980 года возвращён в состав аймака Шилин-Гол. В 1985 году Эрэн-Хото был переквалифицирован в городской уезд.

## Население
Численность населения Эрэн-Хото составляла 47 025 человек (по переписи 2000 года). Подавляющее большинство из них были китайцы (40 430 чел. — то есть 86 %), монголы (6 120 чел. — 13 %), маньчжуры (366 чел. — 1 %). Согласно переписи 2010 года население городского уезда составило 74 197 человек.

## Административное деление
Городской уезд Эрэн-Хото делится на 3 уличных комитета и 1 сомон.

## Экономика
Эрэн-Хото является важным логистическим узлом (сухим портом), через который товары из Восточного Китая перевозятся в Европу. По состоянию на 2020 год через станцию Эрэн-Хото компания China Railway Hohhot Group (региональное отделение China Railway) перевезла свыше 16,1 млн тонн грузов (в 2019 году — 14,7 млн тонн).

## Транспорт

### Железнодорожный
Эрэн-Хото является конечной станцией Трансмонгольской железной дороги, ширина колеи которой идентична российской (1520 мм) и отличается от принятой в Китае (1435 мм), поэтому здесь поездам, пересекающим китайско-монгольскую границу, производится замена вагонных тележек. 
КПП Эрэн-Хото является крупнейшим сухопутным КПП на границе Китая и Монголии. Движение грузовых составов по маршруту Китай — Европа началось в 2013 году. По состоянию на 2024 год через него проходил 71 маршрут международных ж/д грузоперевозок Китай — Европа, которые связывают страну с Монголией, Россией, Беларусью, Польшей и Германией. Значительная доля грузооборота приходится на сырьевые товары (медная и железная руда, уголь, бумажная масса). Через Эрэн-Хото Китай поставляет на мировой рынок в основном обувь, одежду, электромеханическую продукцию, автомобили и автозапчасти.

### Автомобильный
Севернее города находится пограничный переход для колёсного грузового транспорта. Он является крупнейшим сухопутным погранпереходом на китайско-монгольской границе, на него приходится более 70 % товаров, перевозимых между Китаем и Монголией. Основные товары, следующие в Китай — продукты животноводства; в Монголию — предметы повседневного спроса, бытовая техника, автозапчасти, фрукты и овощи.
По итогам 2023 года КПП Эрэн-Хото обработал более 19 млн тонн грузов, что на 34,1 % больше по сравнению с 2022 годом.
Эрэн-Хото — северный конец китайского национального шоссе 208, начинающегося в Чанчжи. На монгольской стороне напротив Эрэн-Хото находится монгольский город Замын-Уудэ, от которого проложено шоссе через Улан-Батор к границе с Россией.

## Достопримечательности
В ближайших окрестностях Эрэн-Хото, в особенности около лежащего восточнее города солёного озера Эрэн-Нур, были открыты палеонтологами многочисленные остатки динозавров. В 1921 году американский учёный Рой Ч. Эндрюс впервые в Азии к северу от Гималаев обнаружил здесь ископаемых гигантских пресмыкающихся. В настоящее время в Эрэн-Хото имеется музей динозавров.

## Города-побратимы
- Улан-Удэ, Россия (2011)[16]